# باروک پاپ

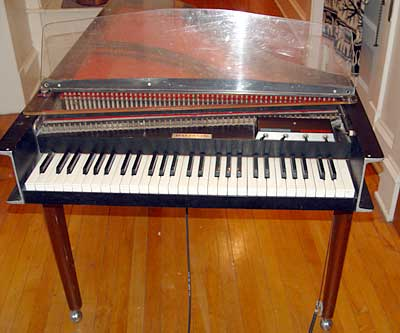
باروک پاپ

باروک پاپ (به انگلیسی: Baroque pop)گونه‌ای از موسیقیِ پاپ راک است که در اواسط دههٔ ۶۰ میلادی پدید آمد و از مشخصه‌های آن دخالت دادن عناصری از موسیقی کلاسیک در آهنگسازی و اجرای آهنگ‌های راک اند رول است. ابداع کنندگان باروک پاپ سازهایی مانند هارپسیکورد، ابوا، ویلونسل و فرنچ هورن را به موسیقی راک آوردند که پیش از آن استفاده از این سازها در راک مرسوم نبود.
اوج محبوبیت باروک پاپ در دورهٔ قبل از باب شدن سینتی‌سایزر و دستگاه‌های شبیه‌ساز الکتریکی بود. زمانی که صدای سازهای واقعی در آهنگ‌ها شنیده می‌شدند و بیشتر مواقع نوازنده‌های مهمان قطعات مربوط به این سازها را برای گروه‌ها در استودیو اجرا می‌کردند. البته این بدان معنا نیست که در زمان حال استفاده از سازهای کلاسیک کاملاً در این ژانر موسیقی منسوخ شده‌است. امروزه هنرمندانی مانند فیونا اپل هم‌چنان با استفاده از شیوهٔ سازبندی سنتی این سبک، آثارشان را ضبط و عرضه می‌کنند.
وجه تمایز باروک پاپ از پراگرسیو راک در استفاده از سازهای موسیقی کلاسیک و به شکلی است که ساختار آهنگ‌ها خیلی ساده و بیشتر متمایل به آثار معمول پاپ باشند. این سادگی در شیوهٔ سرایش اشعار باروک پاپ هم نمود دارد و آثار این سبک برخلاف پراگرسیو راک که غالباً مفهوم‌گرا هستند، موضوع را خیلی راحت به شنونده منتقل می‌کنند. این گونهٔ موسیقی هم‌چنین از لحاظ موضوعی شباهت‌هایی با سان‌شاین پاپ دارد با این تفاوت که اشعار باروک پاپ بیشتر ملودرام است و در فضایی تاریک‌تر از «سان‌شاین پاپ» سیر می‌کند.